# Jan Willem Cornelis Tellegen (1913-1989)
Jan Willem Cornelis Tellegen (Samarang, 29 juni 1913  – Weesp, 18 maart 1989) was een Nederlands burgemeester.
Hij werd geboren in het toenmalig Nederlands-Indië als zoon van Bernardus Dominicus Hubertus Tellegen die daar gewerkt heeft als houtvester maar al in 1920 overleed. Hij is vernoemd naar zijn opa, Jan Willem Cornelis Tellegen (1859-1921) die in 1915 burgemeester van Amsterdam werd. Zelf is hij afgestudeerd in de rechten en in juni 1946 werd hij in navolging van zijn opa burgemeester en wel van Wijhe. Na 32 jaar ging hij daar met pensioen. Tellegen overleed in 1989 op 75-jarige leeftijd. In Wijhe is een basisschool naar hem vernoemd.